# Max Funfack

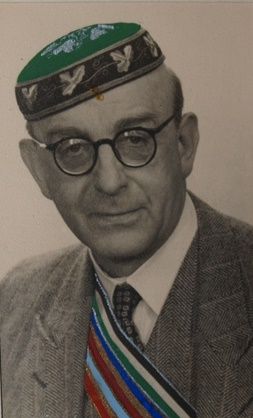
Max Funfack (1949)

Max Funfack (* 13. Mai 1895 in Dresden; † 27. November 1972 ebenda) war ein deutscher Urologe in Dresden.

## Ausbildung
Als Sohn eines Prokuristen der Dresdner Bank besuchte Funfack das König-Georg-Gymnasium Dresden. Nach dem Abitur studierte er ab 1914 Medizin an der Friedrich-Schiller-Universität Jena. Auf Empfehlung seines Großonkels Emil Munz trat er in das Corps Guestphalia Jena ein. Ab November 1915 diente er in Bautzen als chirurgischer Assistent und Einjährig-Freiwilliger im 3. Königlich Sächsischen Husarenregiment Nr. 20, mit dem er an die Westfront zog. Als Medizinstudent wurde er später zur Sanitätstruppe versetzt und dem Feldlazarett 153 zugeteilt. 1917 erhielt er das Eiserne Kreuz 2. Klasse. Infolge einer Kampfgasvergiftung war er bis Ende 1918 Assistent in der Inneren Abteilung des Reservelazaretts I (Dresden).
1919 nahm er sein Studium in Jena wieder auf und legte im Frühjahr 1920 das Staatsexamen ab. Ab April 1920 war er Volontärassistent in der Äußeren (Dermatologischen) Abteilung des Stadtkrankenhauses Dresden-Friedrichstadt. Mit einer venerologischen Doktorarbeit zum Thema Einfluss der Behandlung auf die pathologischen Liquorbefunde bei Syphilis promovierte er noch 1920 bei seinem Chef Johannes Werther in Jena zum Dr. med.
Im Sommer 1920 (vier Tage nach der Promotion) heiratete er Asta Linke. Sie brachte zwei Kinder zur Welt: Hans-Joachim Funfack und Irmgard verh. Bergmann.

## Medizinische Laufbahn
In der Dresdner Klinik wurde Funfack Anfang 1921 zum Hilfsarzt und im April jenes Jahres zum Oberarzt ernannt und mit der Leitung der Urologischen Abteilung betraut. Nach einem halben Jahr kündigte er; denn bei seinem Corpsbruder Fritz Böhme konnte er als Sozius in die urologische Arztpraxis und Privatklinik einsteigen, die Felix Martin Oberländer in Dresden begründet hatte. Nach Böhmes Tod übernahm Funfack 1932 die alleinige Leitung. Er wurde Mitglied der Gesellschaft für Natur und Heilkunde.
Im Zweiten Weltkrieg war Funfack Leitender Sanitätsoffizier im Standortlazarett Dresden, zuletzt als Oberstabsarzt der Reserve. Er unterstützte das aus Medizinstudenten der Leipziger Studentenkompanien gebildete Corps Misnia IV und betreute dessen Mensuren als Paukarzt. Er wurde später Alter Herr dieses Corps und des Corps Lusatia Leipzig. Die Luftangriffe auf Dresden am 13. Februar 1945 zerstörten seine Wohnung und die Praxis in der Christianstraße 28.
Im zerstörten Dresden errichtete Funfack eine neue urologische Fachpraxis in der Loschwitzer Straße 31, die er bis Oktober 1968 führte. Er arbeitete eng mit der Urologischen Klinik der Medizinischen Akademie Carl Gustav Carus Dresden zusammen.
Schon als Student hatte Funfack eine besondere Vorliebe und Begabung für die Medizintechnik gezeigt. Während seiner ärztlichen Tätigkeit entwickelte er urologische Instrumente und transurethrale Operationsmethoden. Er verbesserte das Endoskop von Maximilian Nitze und erstellte den ersten medizinischen Lehrfilm zum Übergang von der blinden zur optischen Nierensteinentfernung. Der Lehrfilm wurde preisgekrönt und in fünf Sprachen übersetzt. Funfack verfasste 33 Publikationen zu Problemen der Urologie und ihrer Grenzgebiete.

## Rolle im Strafprozess David Irvings
Funfack besaß ein gefälschtes Dokument mit zehnfach überhöhten Opferzahlen der Luftangriffe auf Dresden („Tagesbefehl 47“), das sein Freund Walter Hahn ohne sein Wissen kopiert und dem britischen Geschichtsrevisionisten David Irving überlassen hatte. Dieser nannte Funfack ab 1964 in seinem Buch „Der Untergang Dresdens“ (Erstauflage 1963) und in der Presse als primäre Quelle für die Opferzahlen der Luftangriffe auf Dresden. Daraufhin stellte Funfack 1965 in einem Brief an Irving klar: Er habe nur mündliche, stark voneinander abweichende Zahlenangaben aus dritter Hand erhalten, sei kein Standortarzt und nicht mit der Opferbergung befasst gewesen. Funfacks Version des „Tagesbefehls 47“ wurde schon 1965 als Fälschung erwiesen. Irving berief sich jedoch weiterhin irreführend darauf.
Funfacks Brief an Irving half der Historikerin Deborah Lipstadt im Jahr 2000, sich vor Gericht in London erfolgreich gegen eine Verleumdungsklage Irvings zu verteidigen und ihn als Geschichtsfälscher zu überführen.

## Ehrungen
- Eisernes Kreuz 2. Klasse (1917)
- Verwundetenabzeichen (1939) in Schwarz
- Flandernkreuz
- Sanitätsrat (DDR)
- Ehrenmitglied der Gesellschaft für Urologie der DDR